# Шивбосі
Шивбо́сі (рос. Шивбоси, чув. Шывпуç) — присілок у складі Красноармійського району Чувашії, Росія. Входить до складу Алманчинського сільського поселення.
Населення — 177 осіб (2010; 200 у 2002).
Національний склад:
- чуваші — 98 %